# Pierre Queloz
Pour les articles homonymes, voir Queloz.
Pierre Queloz, né le 4 février 1952 à Saint-Brais, est un artiste peintre et écrivain vaudois.

## Biographie
Pierre Queloz est un artiste peintre installé à Grandson sur les rives du lac de Neuchâtel, après de nombreuses pérégrinations dans son canton natal du Jura, puis sur la Riviera vaudoise.
Dès 1974, Pierre Queloz expose ses œuvres en participant à des expositions collectives ou personnelles nombreuses, en Suisse et en Italie principalement, mais aussi en France, en Argentine, aux États-Unis ainsi qu'en Autriche.
En 2008, il publie Polaroïd, un premier roman rédigé en alexandrins.
Il publie en 2013 Voilà Voilà, un polar rédigé à nouveau en alexandrins.
En 2014, il publie Comme les rêves sont réels, un recueil de chansons.

## Sources
- « Pierre Queloz », sur la base de données des personnalités vaudoises sur la plateforme « Patrinum » de la Bibliothèque cantonale et universitaire de Lausanne.
- sites et références mentionnés
- Ph +arts, no 44 mai 2003, p. 21
- 24 Heures, 2008/12/25
- Pierre Queloz
- Pierre Queloz sur viceversalitterature.ch